# Кавакамі Нобуо
Кавакамі Нобуо (яп. 川上 信夫, нар. 4 жовтня 1947, Сайтама) — японський футболіст, що грав на позиції захисника.

## Клубна кар'єра
Грав за команду Хітачі.

## Виступи за збірну
Дебютував 1970 року в офіційних матчах у складі національної збірної Японії. У формі головної команди країни зіграв 41 матчі.

## Статистика
Статистика виступів у національній збірній.
| Збірна Японії | Збірна Японії | Збірна Японії |
| Роки          | Ігри          | голи          |
| ------------- | ------------- | ------------- |
| 1970          | 4             | 0             |
| 1971          | 1             | 0             |
| 1972          | 8             | 0             |
| 1973          | 5             | 0             |
| 1974          | 5             | 0             |
| 1975          | 9             | 0             |
| 1976          | 8             | 0             |
| 1977          | 1             | 0             |
| Усього        | 41            | 0             |